# Nico Schlotterbeck
Nico Cedric Schlotterbeck (født 1. december 1999) er en tysk professionel fodboldspiller, som spiller for Bundesliga-klubben Borussia Dortmund og Tysklands landshold.

## Klubkarriere

### SC Freiburg
Schlotterbeck begyndte sin karriere hos SC Freiburg, hvor hans far havde spillet, og hvor hans storebror Keven også spillede. Han debuterede for førsteholdet i marts 2019.

### Borussia Dortmund
Det blev i maj 2022 annonceret at Schlotterbeck ville skifte til Dortmund efter afslutningen på 2021-22 sæsonen.

## Landsholdskarriere

### Ungdomslandshold
Schlotterbeck har repræsenteret Tyskland på flere ungdomsniveauer.

### Seniorlandshold
Schlotterbeck debuterede for Tysklands landshold den 26. marts 2022.

## Titler
Individuelle
- Bundesliga Sæsonens hold: 1 (2021-22)

- kicker Bundesliga Sæsonens hold: 1 (2021-22)

## Privat
Nico Schlotterbeck er søn af den tidligere professionelle fodboldspiller Niels Schlotterbeck. Hans storebror Keven Schlotterbeck er også professionel fodboldspiller.